# Polman Gruys

Familiewapen van Polman Gruys

Polman Gruys (ook: Gruys) is een geslacht waarvan leden sinds 1814 tot de Nederlandse adel behoren en dat in 1932 uitstierf.

## Geschiedenis

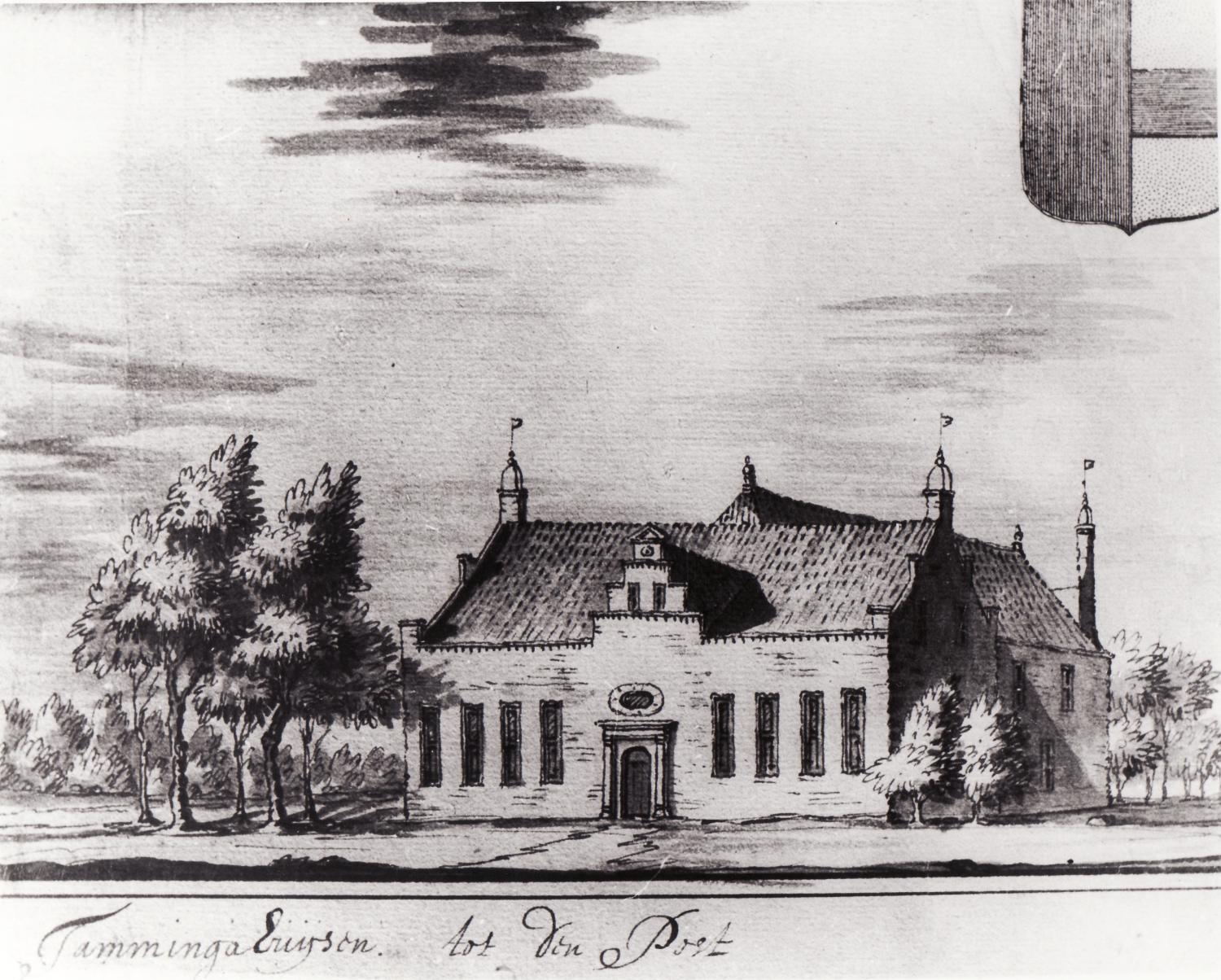
Tammingahuizen omstreeks 1700

De stamreeks begint met Roelof Grues die zich in de Ommelanden vestigde en voor 1536 overleed. Zijn kleinzoon Roelof (†1610) werd burgemeester van Groningen. In 1721 trouwde Berent Gruys (1694-1733) met Ida Johanna Polman (1689-1732), op Tammingahuizen; nageslacht voerde daarna de familienaam Polman Gruys.
Bij Souverein Besluit van 28 augustus 1814 werd nazaat mr. Jan Ernst Polman Gruys (1776-1818) benoemd in de Ridderschap van Groningen waardoor hij en zijn nakomelingen gingen behoren tot de adel van koninkrijk. Met een kleindochter van hem stierf het geslacht in 1932 uit.
Telgen werden militair, jurist en provinciaal bestuurder.

### Nalatenschap
Het familiearchief berust deels in het voormalige Rijksarchief van Groningen en deels in de collecties van het Koninklijk Nederlandsch Genootschap voor Geslacht- en Wapenkunde in het CBG Centrum voor familiegeschiedenis.
Portretten van familieleden berusten in het Groninger Museum.

## Enkele telgen
- Jacob Gruys (1648-1705), hoofdeling van Loppersum, kapitein onder generaal Carl von Rabenhaupt bij het Ontzet van Coevorden
  - Daniel Jacob Gruys (1674), trouwde in 1705 met Sophia Sickinghe (1684-1706), dochter van de luitenant-kolonel Feio Sickinghe (1654-1696)

Ulrich Willem Polman Gruys (1730-1797), generaal-majoor
- Bernardina Ernestina Harmanna Polman Gruys (1775-1820); trouwde in 1802 met jhr. Abraham van Panhuys (1774-1847), lid van de Ridderschap en Provinciale Staten van Groningen
  - Mr. Jan Ernst baron van Panhuys (1808-1878), onder andere lid van de Tweede Kamer en gouverneur/commissaris des Konings van de provincie Friesland
- Jhr. mr. Jan Ernst Polman Gruys (1776-1818), lid van de Ridderschap en Provinciale Staten van Groningen
  - Jhr. mr. Pompejus Polman Gruys (1816-1885), advocaat
    - Jkvr. Josina Petronella Polman Gruys (1856-1932), laatste telg van het geslacht